# Delfina Catalá
Delfina Catalá es una productora de cine y televisión nacida en Venezuela.

## Biografía
Su formación incluye un máster en Realización Cinematográfica por La Sorbona y un Doctorado en Semiología por la universidad de Jussieu. Ha sido profesora de cine y de producción audiovisual en las escuelas de Artes, Letras y Comunicación Social de la UCV y la Universidad Católica Andrés Bello (UCAB).
Comienza su carrera en Europa, donde produce diversas emisiones para el Ministère d’Affaires étrangères, Radio Paris, Radio Latina y Televisión Española. 
Vuelve a América Latina para realizar Amores difíciles una serie de 6 largometrajes basados en guiones de Gabriel García Márquez, en coproducción con TVE. 
Ha dirigido la producción y estudios de factibilidad en Venezuela de prestigiosos proyectos internacionales para GAUMONT, DISNEY, TOUCHSTONE, FOX SEARCHLIGTH, MGM, WARNER, NEW LINE CINEMA, NEW LINE TELEVISION. Algunas de estas producciones como: “El Jaguar” de Gaumont, “Un Indien dans la Ville”, “Jungle two Jungle” de Touchstone o “Dinosaurio” de Disney Productions, y, más recientemente, “Double Zéro” de Warner, han despertado un marcado interés hacia la capacidad del audiovisual en Venezuela.
En la televisión internacional, ha realizado producciones para CANAL +, RAI 1, RAI 2, TELEVISIÓN ESPAÑOLA, BBC, TELE CINCO, TF1, FRANCE 2
En la TV venezolana, ha estado a la cabeza de producciones como “Cuenta Conmigo”, “Sucesos y Pecados” “Se busca una amiga“, “Historias Musicales”, “911 detrás de la noticia” o “Hasta el límite” “Tukiti“, “Caramelo e‘ Chocolate“ y más de 60 telefilms. 
Miembro de la Comisión Presidencial responsable de la creación del Centro Nacional Autónomo del Audiovisual de Venezuela (CNAC), fue directora en su Comité Ejecutivo. Tuvo una decidida participación en la creación de la Venezuelan Film Comission y es asesora internacional de La Plataforma del cine y audiovisual del Ministerio de Cultura.
Ha sido ponente, corresponsal y/o jurado en festivales como La Habana, Mar del Plata, Biarritz, Cannes, Seminci, Viña del Mar, Lille, Berlín, San Sebastián

## Filmografía

### Cine
- “Habana Eva” Largometraje de Fina Torres
- “El tesoro de Pascua Lama” Largometraje de Carmen Castillo
- “Venezzia” Largometraje de Haik Gazarian.
- “Lisanka” Largometraje de Daniel Díaz Torres.
- “La edad de la peseta” Largometraje de Pavel Giroud.
- “Double Zéro” Largometraje de Gérard Pirès. Warner Bros.
- “Le raid” Largometraje de Djamel Benshala. Gaumont
- “Ciudad en rojo” Largometraje de Rebeca Chávez
- “La punta del diablo”Largometraje de Marcelo Paván
- “Le fils du français” Largometraje de Gérard Lauzier . Gaumont
- “Casa Bruciata” Largometraje de Massimo Spano. RAI
- “Jungle two jungle” de John Pasquin. Touchstone
- “Dinosaurs” Largometraje. Walt Disney Pictures
- “Le jaguar” Largometraje de Francis Veber. Gaumont
- “Vidas paralelas” Largometraje de Pastor Vega. TVE, ICAIC
- “Río Negro” Largometraje de Atahualpa Lichy. Yavita Films (Venezuela) y Flach Films (Francia)
- “Fin de round” Largometraje Olegario Barrera. TVE, ICAIC
- “Un indien dans la ville” de Herve Palud. Canal +
- “Un domingo feliz” Largometraje de Olegario Barrera. TVE

### Televisión
Entre 2007 y 2009
- “Caramelo e‘ Chocolate“ Telenovela TVes 120 capítulos
- “Rompe Coco“ Concurso diario Televen (650 emisiones (5 temporadas)
- “Tu Media Naranja“ Segunda Temporada. Concurso diario Televen

Entre 2001 y 2006
- “Tu Media Naranja” Primera Temporada. Concurso diario Televen
- “Tukiti Crecí de Una”, Teleserie RCTV (120 x 1 hora)
- “En Góndola” Variedades interactivo para Venevisión
- “ Hasta el límite” Reality show para Venevisión (45 x 1 hora)
- “Ferchaux” Serie de televisión de Bernard Stora para TF1/ Francia, Con Jean Paul Belmondo
- “Venevisión Broadcasting Design” Venevisión le encomienda la producción de nueva Imagen del Canal.
- “Preventa 2001” Por primera vez en Venezuela un trabajo de esta envergadura es encomendado a una Productora Independiente. Coordinación de realización de presentaciones y arquitectura del evento.
- “ Historias Musicales” Teleserie para Venevisión
- “Sucesos y Pecados” Teleserie Venevisión

Entre 1995 y 2000
- “Cuenta Conmigo” Talk show diarioVenevisión
- “911 detrás de la noticia” Venevisión
- “Sala del Mar” “Sala del río” Pabellón de Venezuela “EXPOLISBOA 98” Multipantalla 8 × 36 m
- “Long Cours” Largometraje bajo la dirección de Alain Tasman serie CANAL +
- “Barrage sur l’Orenoque” Serie TV de Juan Luis Buñuel serie para TF1
- “En tu caso mando yo” Teleserie para RCTV
- “ Dicho y Hecho” Serie para GEOVISION
- 15 Movie of the Week para RCTV

Entre 1988 y 1995
- “Todo por la pasta” programa de variedades, para TELE 5 España.
- “Bambino mio” para la BBC de Londres
- Más de 30 telefilms destacándose “Entrevista a un asesino”, “La elegida”, “El cuerpo del delito”, “Perfidia” “ Visiones” RCTV ganadoras de diversos premios nacionales
- “L´Amour en prime time” Largometraje para Canal +/ France 2 TV
- “Dime Dos” Serie Video Craft Usa.
- “Naturaleza por Descubrir” formato Show Scan 70mm en EXPOSEVILLA 92 (Pabellón España)
- “Les années Kalachnikov” Serie Documental FR3
- “Brigada Central” Serie de Pedro Masó con Imanol Arias para TVE